# Половецька земля (УНР)
Полове́цька земля́ — земля Української Народної Республіки. Адміністративно-територіальна одиниця найвищого рівня. Земський центр — місто Бахмут. Заснована 6 березня 1918 року згідно з Законом «Про адміністративно-територіальний поділ України», що був ухвалений Українською Центральною Радою. Скасована 29 квітня 1918 року гетьманом України Павлом Скоропадським, що повернув старий губернський поділ часів Російської імперії.

## Опис
До землі увійшли Слов'яносербський та Бахмутський повіт Катеринославської і Старобільський повіт Харківської губерній. Тобто до землі належали сучасні терени півночі Донецької області й майже всієї Луганської (крім крайньої півночі, що входила до іншої землі УНР — Подоння та крайнього півдня, що перебував у складі Всевеликого Війська Донського). Половецька земля була важливим промисловом центром УНР, до неї зокрема належали такі міста, як Юзівка (нині Донецьк), Алчевське (Алчевськ) та Луганське (Луганськ).

## Історія

### Передісторія
Створення Половецької землі це одна спроба з багатьох об'єднати промисловий регіон Донбас в межах однієї адміністративної одиниці.
Перша спроба об'єднати Донбас в межах однієї адміністративної одиниці були зроблені есерами і меншовиками та іншими соціалістичними партіями в березні 1917 року коли в Бахмуті пройшов перша конференція рад Донбасу. За підсумками з'їзду шість районних рад Бахмутського повіту і Таганрозького округу Донецького басейну були об'єднані в єдиний Бахмутський район, був створенням координаційний орган управління Інформаційне бюро на чолі з Ліпшиця. Районне об'єднання рад проіснувало до травня 1917 і розвалилося.
Знову спроба об'єднати Донбас в межах однієї адміністративної одиницею була зроблена більшовиками на першому з'їзді ревкомів Донбасу на станції Микитівка 4 грудня 1917 року. За підсумками з'їзду був створений губернський орган влади Центральний ревком на чолі з українцем Харечко Тарасом, і до самого березня тривало об'єднання Бахмутського, Маріупольського, Слов'яносербського, Старобільського повітів, Таганрозького і Донецького округу під владою більшовиків. Перша Донецька губернія впала вході повстання місцевого населення проти більшовиків і наступ військ Потрійного союзу в квітні травні 1918 року.

### Створення землі
6 березня 1918 року згідно з Законом «Про адміністративно-територіальний поділ України», що був ухвалений Українською Центральною Радою, була створена Половецька земля з центром в Бахмуті. Але реальної влади і сил на місцях для реалізації цього проекту в Бахмутському, Славянсербском, Старобільському повіті не було так як цей район був зайнятий більшовиками. Не дивлячись на те що територію Донбасу контолювали більшовики тут діяли українські партії УСДРП, УПСР, УПСФ, УСДІ, організації Просвіти, проти більшовиків діяли загони вільного козацтва.
10 квітня 1918 року секретним усним наказом міністра військових справ Олександра Жуковського в складі Запорізького корпусу була створена Слов'янська група Армії УНР під командуванням Сікевича Володимира, яка повинна була звільнити Половецьку землю від більшовиків, діючи спільно з німецькими та австрійськими частинами. Після звільнення землі, частини групи повинні були взяти на себе управління землею до створення місцевих органів влади.
Про цілі Слов'янської групи Сікевич писав:
|  | «Слов'янська» під моїм командуванням йшла на Лозову-Слов'янськ, в донецький район, щоб захопити там вугілля і вислати його до Києва, пустити в рух всі копальні і урухомити залізничні шляхи по всіх лініях. |

Після запеклого бою під Барвінковим, 15 квітня Слов'янська група увійшла на територію Половецької землі. 17 квітня об'єднані сили зайняли Слов'янськ, де їх урочисто зустріли. 18 квітня авангард Слов'янської групи зайняв Бахмут – столицю землі. 21 квітня бійці Сікевича пройшли через Краматорськ і зупинилися в Дружківці. Того ж дня об'єднані сили звільнили Дебальцеве, 25—26 квітня йшли запеклі бої об'єднаних сил за Горлівку. У всіх звільнених населених пунктах зачитувався IV Універсал Центральної ради. Після звільнення Горлівки частини Слов'янської групи в складі об'єднаних сил звільнили Юзівку і Попасну.
І вже 24 квітня частини групи Сікевича досягли станції Ковпакове яка перебувала на кордоні УНР і Донської республіки. Як тільки встановили телеграфну лінію, Сікевич відправив телеграму до Києва, Військовому міністру Жуковському, Голові Центральної ради Грушевському, генералу Натієву, і Симону Петлюрі.
|  | 24 квітня 1918 року о 3 годині 24 хвилини, війська слов'янської групи зайняли станцію Ковпакове, яка на кордоні України і земель області війська Донського, і вигнали ворогів далеко за кордон. З цього дня жовто-блакитний прапор на кордоні цих земель давав знати всьому світу, що український народ має свою державу вільну і незалежну. Слава українському народу, який скинув зі своєї матері ланцюга, які вона носила триста років. Союзники наші в двох переходах за нами. |

Відразу ж прийшла телеграма від Петлюри:
|  | Нехай буде вам всім, мої улюблені запорожці, вічна слава! Ви зробили ту роботу, про яку мріяв наш народ цілі століття! |

В цей час об'єднані сили ще продовжували битися з більшовиками на сході Половецької землі – в районі Родакове–Луганськ.
Пропустивши німецькі частини в район Луганська де йшли запеклі бої, Слов'янська група зупинилася на відпочинок на станції Ковпакове. 26 квітня частини групи Сінкевича зайняли Звєрєво що знаходилася в Донській республіці, на якій отримали наказ від Грекова не виходити за межі УНР. Після чого частини групи повернулися в межі Половецької землі на зазначені місця дислокації: Дорошенківців — Бахмут, Гайдамаки — Слов'янськ і Горлівка, Богданівці — Дебальцеве, бронедивізіон в Краматорську, штаб Сінкевича розмістився в Микитівці (нині Горлівка).
Після розподілу повноважень між німецькими командуванням і українським Сікевич наказав відправляти ешелони з вугіллям до Києва. В кінці квітня в Краматорську стався конфлікт між козаками і німцями, за його підсумком було розстріляно 16 козаків, полковник Болотов і був забраний бронедивізіон.
29 квітня німці розігнали Центральну Раду. На з'їзді хліборобів у Києві була проголошена Українська Держава на чолі з гетьманом Скоропадським. В цей же день Скоропадський ліквідував поділ на землі і повернув старий губернський поділ.
З цього приводу на станції Лозовій було скликано збори командирів Запорізького корпуса, на якому були присутні Натієв, Сікевич, Петров, Болбочан, Козьма та ін. На зборах обговорювалося ставлення до Гетьманського перевороту. Після підсумком зборів було прийнято рішення присягнути гетьману Скоропадському, але зі зміненим текстом присяги:
|  | Ми старшини й козаки слов'янської і кримської групи будемо вірні гетьману України Павлові Скоропадському доти, доки й він буде вірним сином України і буде всіма від нього залежними силами обороняти її незалежність і соборність від всяких зовнішніх і внутрішніх ворогів |

.
Через цей демарш стався конфлікт командирів Запорізького корпуса із генералом Рогозою, наслідки якого виявилися пізніше. На території Половецької землі знову були відновлені Бахмутський, Слов'яносербський, Старобільський повіти Української Держави.

## Керівництво
Комендантом Половецької землі (Донецького району) був командир Слов'янської групи Армії УНР — Сікевич Володимир Васильович.